# Pigs on the Wing
Pigs on the Wing ist ein zweiteiliges Lied der britischen Rockband Pink Floyd, das 1977 auf deren Konzeptalbum Animals erschienen ist und dieses ein- wie ausleitet. Die beiden Teile sind 1:25 beziehungsweise 1:28 Minuten lang.

## Komposition
Der Song ist aufgeteilt in zwei kurze Teile, die den Vor- und Abspann des Albums bilden. Der Song wurde von Roger Waters verfasst und soll eine Liebeserklärung an seine Ehefrau Carolyne Christie gewesen sein, mit der er frisch vermählt war. Zu den langen, düster-misanthropen Songs Dogs, Pigs und Sheep bildet Pigs on the Wing einen eher heiteren Kontrast und handelt davon, dass Kameradschaft ein Ausweg aus der Misere verabscheuender Gesinnung sein kann. Laut Waters musste Pigs on the wing auf das Album, um Wutausbrüche beim Hörer zu verhindern. Eine frühere Fassung des Titels war noch geprägt von Mutlosigkeit und Einsamkeit, der Unbeholfenheit, sich gegen soziale Unterdrückung zu wehren.
Musikalisch ist der Song einfach gehalten. Er wird von Roger Waters gesungen, wobei er sich selbst mit einer akustischen Gitarre begleitet. Beide Teile haben dieselbe Melodie einschließlich des Taktwechsels (von 4/4 zu 6/8) unmittelbar vor dem Schluss.
Die Veröffentlichung auf der 8-Spur-Kassette wies eine abweichende Aufnahmefolge auf. Beide Parts von Pigs on the Wing standen am Beginn des Albums und waren durch ein Gitarrensolo verknüpft. Das Solo spielte Snowy White. Im Jahr 1977 tourte er live mit Pink Floyd und nahm sein Solo in sein 1996 erschienenes Kompilation Goldtop: Groups & Sessions '74–'94 auf.

## Personelle Besetzung
- Roger Waters – Akustische Gitarre, Gesang
- Snowy White – Gitarrensolo (nur enthalten auf der 8-Spur-Kassette)
- Richard Wright (nur enthalten auf der 8-Spur-Kassette)[5]